# 斯洛博達-梅日里夫西卡
斯洛博達-梅日里夫西卡（烏克蘭語：Слобода-Межирівська），是烏克蘭的村落，位於該國西南部文尼察州，由日梅林卡區負責管轄，面積1.35平方公里，海拔高度317米，2001年人口639，人口密度每平方公里474.74人。